# Tipula ignoscens
Tipula ignoscens är en tvåvingeart som beskrevs av Alexander 1935. Tipula ignoscens ingår i släktet Tipula och familjen storharkrankar. Inga underarter finns listade i Catalogue of Life.